# Coupe de Finlande masculine de handball
La Coupe de Finlande masculine de handball est compétition à élimination directe organisée par la Fédération finlandaise de handball.

## Palmarès
Le palmarès est :
| Saison       | Vainqueur        | Finaliste        | Score           |
| ------------ | ---------------- | ---------------- | --------------- |
| 2021-2022    | BK-46 Karis      | Riihimäen Cocks  | 36 – 30         |
| 2020-2021    | BK-46 Karis      | Drumso IK Dicken | 34 – 25         |
| 2019-2020    | BK-46 Karis      | Drumso IK Dicken | 24 – 22         |
| 2018-2019    | Riihimäen Cocks  | Helsinki IFK     | 30 – 20         |
| 2017-2018    | Riihimäen Cocks  | Grankulla IFK    | 36 – 24         |
| 2016-2017    | Riihimäen Cocks  | Grankulla IFK    | 37 – 29         |
| 2015-2016    | Riihimäen Cocks  | Helsinki IFK     | 37 – 21         |
| 2014-2015    | Riihimäen Cocks  | Atlas Vantaa     | 25 – 21         |
| 2013-2014    | Drumso IK Dicken | Atlas            | 32 – 28         |
| 2012-2013    | Riihimäen Cocks  | Drumso IK Dicken | 35 – 30         |
| 2011-2012    | HC West          | Helsinki IFK     | 20 – 19         |
| 2010-2011    | Riihimäen Cocks  | Sjundeå IF       | 37 – 35         |
| 2009-2010    | Riihimäen Cocks  | HC West          | 26 – 25         |
| 2008-2009    | HC West          | Riihimäen Cocks  | 28 – 21         |
| 2007-2008    | Riihimäen Cocks  | Sjundeå IF       | 31 – 25         |
| 2006-2007    | Riihimäen Cocks  | BK-46 Karis      | 39 – 19         |
| 2005-2006    | BK-46 Karis      | Sjundeå IF       | 26 – 22         |
| 2004-2005    | Sjundeå IF       | BK-46 Karis      | 33 – 27         |
| 2003-2004    | HC Dennis        | William Team     | 32 – 21         |
| 2002-2003    | HC Dennis        | BK-46 Karis      | 31 – 26         |
| 2001-2002    | HC Dennis        | BK-46 Karis      | 32 – 28         |
| 2000-2001    | HC Dennis        | BK-46 Karis      | 26 – 17         |
| 1999-2000    | HC Dennis        | HC Kiffen        | 31 – 23         |
| 1998-1999    | Grankulla IFK    | HC Dennis        | 30 – 23         |
| 1997-1998    | BK-46 Karis      | Grankulla IFK    | 38 – 29         |
| 1996-1997    | Drumso IK Dicken | Grankulla IFK    | 23 – 18         |
| 1995-1996    | BK-46 Karis      | Sparta Helsinki  | 33 – 26         |
| 1994-1995    | Drumso IK Dicken | HC Kiffen        | 33 – 30         |
| 1993-1994    | BK-46 Karis      | HC Kiffen        | 30 – 21 34 – 17 |
| 1992-1993    | BK-46 Karis      | PIF              | 24 – 18 27 – 17 |
| 1991-1992    | Atlas            | PIF              | 25 – 20 17 – 20 |
| 1990-1991    | BK-46 Karis      | Sjundeå IF       | 23 – 26 23 – 19 |
| 1989-1990    | BK-46 Karis      | PIF              | 27 – 17 21 – 26 |
| 1988-1989    | BK-46 Karis      | Riihimäen Cocks  | 18 – 17         |
| 1987-1988    | Helsinki IFK     | BK-46 Karis      | 26 – 17         |
| 1986-1987    | BK-46 Karis      | HC Kiffen        | 33 – 26         |
| 1985-1986    | BK-46 Karis      | Sparta Helsinki  | 22 – 21         |
| 1984-1985    | BK-46 Karis      | Atlas            | 27 – 22 31 – 19 |
| 1983-1984    | Helsinki IFK     | HC Kiffen        | 25 – 13 18 – 21 |
| 1982-1983    | Sjundeå IF       | Drumso IK Dicken | 24 – 27 33 – 29 |
| 1981-1982    | Sjundeå IF       | Atlas            | 14 – 23 44 – 16 |
| 1980-1981    | Helsinki IFK     | Sparta Helsinki  | 18 – 17 18 – 19 |
| 1979-1980    | Sparta Helsinki  | HC Kiffen        | 23 – 21 18 – 18 |
| 1978-1979    | Sparta Helsinki  | HC Kiffen        | 16 – 11 19 – 16 |
| 1977-1978 II | HC Kiffen        | Riihimäen Cocks  | 27 – 13 21 – 16 |
| 1977-1978 I  | Sparta Helsinki  | Arsenal          | 33 – 14         |
| 1976-1977    | Sparta Helsinki  | Haukat           | 27 – 18         |
| 1975-1976    | HC Kiffen        | Sparta Helsinki  | 16 – 15         |
| 1974-1975    | Helsinki IFK     | Sparta Helsinki  | 20 – 16         |

## Bilan par club
| Rang | Club             | Titres | Saisons                                                                            |
| ---- | ---------------- | ------ | ---------------------------------------------------------------------------------- |
| 1    | BK-46 Karis      | 14     | 1985, 1986, 1987, 1989, 1990, 1991, 1993, 1994, 1996, 1998, 2006, 2020, 2021, 2022 |
| 2    | Riihimäen Cocks  | 10     | 2007, 2008, 2010, 2011, 2013, 2015, 2016, 2017, 2018, 2019                         |
| 3    | HC Dennis        | 5      | 2000, 2001, 2002, 2003, 2004                                                       |
| 4    | Helsinki IFK     | 4      | ...                                                                                |
| 4    | Sparta Helsinki  | 4      | ...                                                                                |
| 6    | Drumso IK Dicken | 3      | ...                                                                                |
| 6    | Sjundeå IF       | 3      | ...                                                                                |
| 8    | HC West          | 2      | ...                                                                                |
| 8    | HC Kiffen        | 2      | 1976, 1978                                                                         |
| 10   | Atlas            | 1      | 1992                                                                               |
| 10   | Grankulla IFK    | 1      | 1999                                                                               |